# Saget (Fluss)
Der Saget ist ein kleiner Fluss in Frankreich, der in den Regionen Nouvelle-Aquitaine und Okzitanien verläuft. Er entspringt im Gemeindegebiet von Cruseilles, entwässert 
generell Richtung Nordnordwest und mündet nach rund 19 Kilometern im Gemeindegebiet von Saint-Mont als linker Nebenfluss in den Adour. Auf seinem Weg durchquert der Saget zunächst das Département Pyrénées-Atlantiques, bildet dann auf gut fünf Kilometern Länge die Grenze zum benachbarten Département Hautes-Pyrénées und erreicht in seinem Unterlauf schließlich das Département Gers.

## Orte am Fluss
(Reihenfolge in Fließrichtung)
- Crouseilles
- Tillet, Gemeinde Arrosès
- Lolie, Gemeinde Madiran
- Aydie
- Carchet, Gemeinde Saint-Lanne
- Delà l’Arriou, Gemeinde Viella
- Maumusson-Laguian
- Burosse, Gemeinde Riscle
- Boutge, Gemeinde Saint-Mont
- Quillou, Gemeinde Labarthète
- Saint-Mont